# Premio Conmemorativo Carl Sagan
El Premio conmemorativo Carl Sagan (en inglés The Carl Sagan Memorial Award) es un premio entregado conjuntamente por la  Sociedad Astronáutica Americana y la Sociedad Planetaria a personas o entidades "que han demostrado liderazgo en investigación o políticas avanzadas en la exploración del Cosmos". El premio anual, creado en 1997, fue creado en honor del famoso astrónomo, exobiólogo y divulgador de la ciencia Carl Sagan (1934–1996).

## Galardonados
- 1997 - Bruce Murray, cofundador de la Sociedad Planetaria junto a Sagan y Louis Friedman
- 1998 - Wesley Huntress
- 1999 - Edward C. Stone
- 2000 - Arnauld Nicogossian
- 2001 - Edward Weiler
- 2002 - California and Carnegie Planet Search Team
- 2003 - Roald Sagdeev
- 2004 - Steve Squyres and the Athena Team
- 2005 - Michael Malin
- 2006 - Scott Hubbard
- 2007 - Maria Zuber
- 2008 - Lennard A. Fisk
- 2009 - No se ofreció
- 2010 - No se ofreció
- 2011 - Charles Elachi
- 2012 - Riccardo Giacconi
- 2013 - Eileen K. Stansbery
- 2014 - William Borucki
- 2015 - Frank Cepollina
- 2016 - Sol Alan Stern
- 2017 - AURA “HST & Beyond” Committee
- 2018 - No se otorga ningún premio
- 2019 - Michael W. Werner
- 2020 - Leslie Livesay , por su liderazgo excepcional en misiones espaciales que produjeron avances tecnológicos y científicos de gran y duradera importancia.